# Wikipedia en tártaro
La Wikipedia en tártaro o Википедия es la versión de la Wikipedia en idioma tártaro.
Fue iniciada en septiembre de 2003 y en enero de 2006 tenía más de 3700 artículos.
Fue reiniciada en septiembre de 2010 y en enero de 2010 tenía más de 7201 artículos, los cuales la colocaban como la 56 ª por su tamaño. En diciembre de 2011 superaba los 14 000 artículos. Actualmente cuenta con 502 995 artículos.
Primeramente los textos en la sección se escribían principalmente sobre el alfabeto latino. Con el tiempo el texto se traduce al alfabeto cirílico, y ya la mayoría de los artículos se encuentran solamente sobre ella. Para el 1 de septiembre de 2010 en la Wikipedia Tártara hay 56 462 usuarios, de los cuales 73 son activos dos burócratas y seis moderadores.